# Altaïr Ibn-La'Ahad
Altaïr Ibn-La'Ahad (الطائر ابن لا أحد en árabe), (Masyaf, Siria, 11 de enero de 1165  — ibídem, 12 de agosto de 1257), fue un asesino que aparece en  Assassin's Creed. Es el protagonista de los videojuegos Assassin's Creed, Assassin's Creed: Altaïr's Chronicles y Assassin's Creed: Bloodlines y uno de los personajes protagonistas de Assassin's Creed: Revelations. Altaïr significa "águila en vuelo" en árabe clásico, que hace referencia a las increíbles acrobacias que practica a lo largo del juego. Se llegó a convertir en el más importante Asesino, que revolucionó la hermandad con nuevas técnicas y armas. Fue también el Mentor que ordenó trabajar en las sombras, creando células por todo el mundo.

## Apariciones

### Assassin's Creed
El juego empieza con Altair en el templo de Salomón con la misión de recuperar un artefacto llamado el fruto del Edén; sin embargo fracasa y cae en desgracia. Altaïr se embarca en una formidable misión para redimirse que le lleva por Tierra Santa y le muestra el verdadero significado del Credo de los Asesinos. Para demostrar su compromiso, Altaïr debe derrotar a nueve enemigos mortales, incluido el líder templario, Robert de Sablé.

### Assassin's Creed II
Se puede interactuar un recuerdo de Altaïr fuera del Animus luego del entrenamiento con Lucy para ver los resultados del efecto sangrado en Desmond; en el recuerdo Altaïr regresa a Acre y sigue a una mujer que está marcada como "objetivo" según la vista de águila hasta la cima de una atalaya; en el recuerdo, Desmond, siempre está consciente que está fuera del Animus y al finalizar despierta en su cama con la respuesta de que tuvo un mal sueño.

### Assassin's Creed: Revelations
Altaïr regresó como personaje jugable en Assassin's Creed: Revelations. En 1189, Masyaf fue atacado e invadido por los templarios, ayudado por un agente doble llamado Haras el Cruzado, en un intento de secuestrar al Mentor Al Mualim y averiguar el paradero de la Segunda Manzana de Edén. El Asesino Altaïr Ibn-La'Ahad llegó a mediados de la batalla, cambió las tornas a favor de los Asesinos, y terminó salvando a su Mentor matando a Haras. Después de este hecho rememoramos los acontecimientos transcurridos tras la muerte de Al Mualim.

### Assassin's Creed: Bloodlines
Se sitúa después de que Altaïr liberara Tierra Santa de manos de los Templarios. Fue lanzado exclusivamente para PlayStation Portable.